# Semenovia dichotoma
Semenovia dichotoma är en flockblommig växtart som först beskrevs av Pierre Edmond Boissier, och fick sitt nu gällande namn av Ida P. Mandenova. Semenovia dichotoma ingår i släktet Semenovia och familjen flockblommiga växter. Inga underarter finns listade i Catalogue of Life.